# Universidad Federal del Cáucaso del Norte
La Universidad Federal del Cáucaso Norte es la institución de enseñanza superior de la ciudad de Stávropol situada en el sur de Rusia. La Universidad fue establecida en 2012 por medio de la integración de 3 universidades grandes de la región de Stávropol: la Universidad estatal de Stávropol, la Universidad estatal técnica del Cáucaso Norte, la Universidad estatal humanitaria tecnológica de Piatigorsk.
En la Universidad se realizan 156 líneas de formación y especialidades de enseñanza superior junto con más que 700 programas de enseñanza suplementaria. El personal académico de la Universidad cuenta con casi 1500 personas. Desde 2017 en la Universidad funciona un centro para entrenar las personas con discapacidades. La biblioteca científica de la Universidad es una de las mejores en la Federación de Rusia. Contiene más que 1500 millones artículos incluso la colección de libros antiguos y ediciones raras del siglo XVII y más tarde.

## Historia
En 1930 fue establecido el Instituto agropedagógico de Stávropol. A continuación: el Instituto estatal pedagógico de Stávropol (1932), la Universidad estatal pedagógica de Stávropol (1993),la Universidad estatal de Stávropol por efecto de la integración con un sucursal de la Academia estatal jurídica de Moscú (1996). En 1971 fue establecido el Instituto politécnico de Stávropol. A continuación: la Universidad estatal técnica (1994), la Universidad técnica del Cáucaso Norte (1999).
En 1999 fue establecida la Universidad estatal humanitaria tecnológica de Piatigorsk por la orden del presidente del Gobierno de la Federación de Rusia Vladímir Putin.

En 2011 el Presidente de la Federación de Rusia firmó el decreto de la fundación de la Universidad Federal del Cáucaso Norte basada en la Universidad estatal técnica del Cáucaso Norte por medio de adherir otros instituciones de enseñanza.
En febrero de 2012 por la orden del Gobierno fue establecida la Universidad Federal del Cáucaso Norte.
En mayo de 2012 fueron anexadas a la Universidad Federal del Cáucaso Norte la Universidad estatal de Stávropol y la Universidad estatal humanitaria tecnológica de Piatigorsk.

## Estructura

### Institutos y afiliaciones
La estructura de la Universidad está constituida por 9 institutos en la ciudad de Stávropol y 2 institutos (afiliaciones) en las ciudades de Piatigorsk y Nevinnomyssk:
- Instituto humanitario;
- Instituto de ingeniería;
- Instituto de matemáticas y ciencias naturales;
- Instituto de sistemas vivos;
- Instituto de tecnologías de información y telecomunicaciones;
- Instituto de petróleo y gas;
- Instituto de economía y gestión;
- Instituto de educación y ciencias sociales;
- Instituto jurídico;
- Instituto tecnológico en Nevinnomyssk;[7]
- Instituto de servicio, turismo y diseño en Piatigorsk.

## Ciencia

### Orientaciones científicas
La Universidad Federal del Cáucaso Norte realiza su actividad de investigación a través de las siguientes orientaciones científicas:
- química orgánica, química farmacéutica;
- nanotecnologías y materiales nuevos;
- tecnologías biomédicas, tecnologías de sistemas vivos, seguridad biológica y biotecnologías de productos alimenticios;
- tecnologías aeroespaciales y las de geoinformación, planificación territorial;
- neuroordenadores, computación paralela y de alta productividad;
- seguridad de información compleja de infraestructuras y territorios;
- eficiencia energética y optimización de energía.

La actividad de investigación se realiza a través de 27 escuelas científicas y 47 orientaciones académicas. En la universidad funcionan 10 consejos de tesis de 24 especialidades científicas.